# Science Channel
Science Channel là kênh truyền hình cáp, vệ tinh và truyền hình tương tác ở Hoa Kỳ do hãng truyền thông Discovery Inc. sở hữu. Các chương trình chính của kênh Science bao gồm thiên văn học, công nghệ, thời tiền sử và thế giới động vật.

## Lịch sử
Kênh Discovery Science Network bắt đầu phát sóng từ tháng 10 năm 1996, là một trong bốn kênh kỹ thuật số của Discovery được khởi động đồng thời với nhau. Kế hoạch cho những kênh này đã được chuẩn bị từ tháng 11 năm 1994. Ban đầu kênh có tên gọi là "Quark!", nhưng đã bị thay đổi trước khi phát sóng.
Từ đó đến nay kênh truyền hình này đã nhiều lần đổi tên như Discovery Science Channel (1998), và The Science Channel (2002), tuy vậy phiên bản quốc tế vẫn giữ nguyên tên gọi 'Discovery Science'. Sau đó nó có thêm tên ngắn gọn là Science Channel vào năm 2007 với một logo mới tựa bảng tuần hoàn, và tên gọi Science đổi từ năm 2011 cũng như logo mới do hãng Imaginary Forces thiết kế.
Phiên bản HD 1080i có từ 1 tháng 9 năm 2007, cùng với các kênh khác bao gồm Discovery Channel HD, TLC HD và Animal Planet HD.